# ليزلي د. غوتليب
ليزلي د. غوتليب (بالإنجليزية: Leslie D. Gottlieb)‏ هو عالم نبات أمريكي، ولد في 26 مايو 1936 في نيويورك في الولايات المتحدة، وتوفي في 31 يناير 2012 في آشلاند في الولايات المتحدة.